# Rüdiger Schneidewind

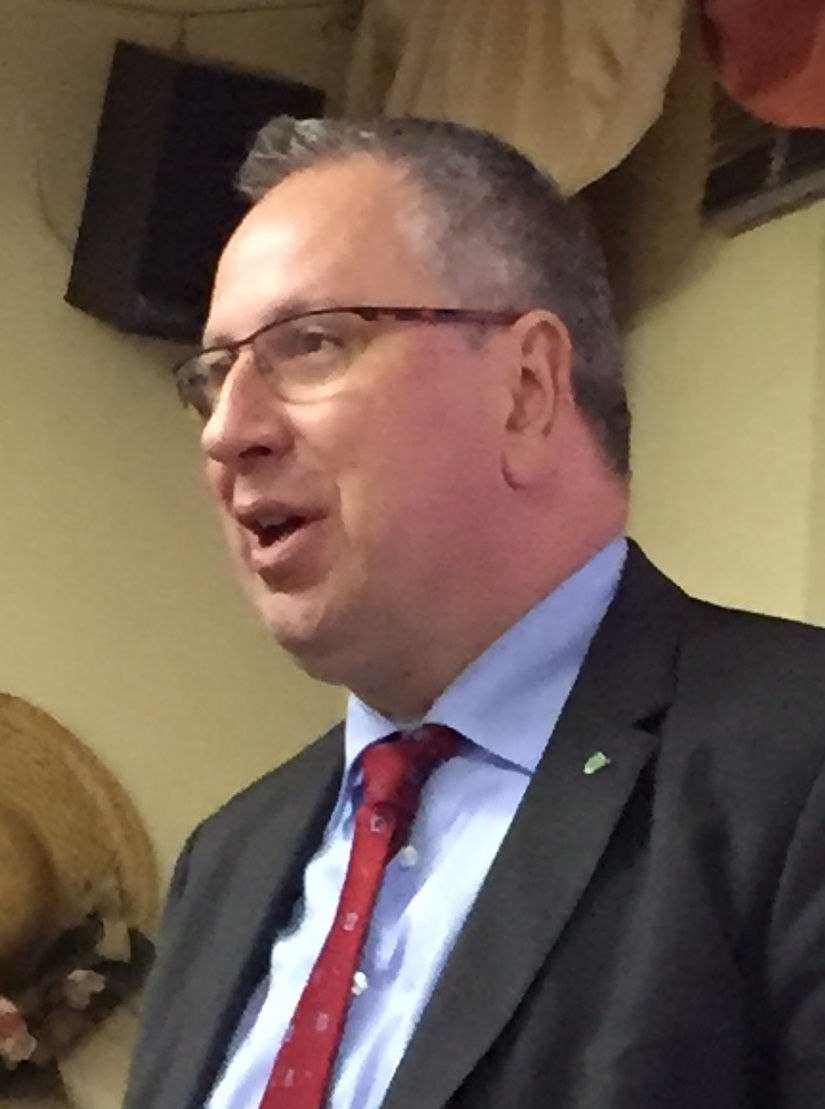
Rüdiger Schneidewind

Rüdiger Schneidewind (* 26. Juni 1968 in Saarlouis) ist ein deutscher Kommunalpolitiker (parteilos, ehemals SPD und Grüne). Von 2014 bis 2024 war er Oberbürgermeister der Kreis- und Universitätsstadt Homburg, jedoch seit 2019 suspendiert.

## Ausbildung und Beruf
Rüdiger Schneidewind wuchs in Dillingen auf und legte 1989 sein Abitur am Robert-Schuman-Gymnasium ab. Nach dem Zivildienst 1989 bis 1991 in der Jugendarbeit studierte er zunächst Fernsehtechnik an der FH Wiesbaden bis 1991 und wechselte dann zum Studium der Mathematik und Sozialkunde für das Lehramt bis Dezember 1993. Nach wachsendem sozialem und politischem Engagement entschloss er sich jedoch für eine Tätigkeit als hauptamtlicher Politiker.

## Politik
Bereits mit 19 Jahren war Schneidewind den Grünen beigetreten und rechnete sich zu deren Realo-Flügel. 1994 wurde er Geschäftsführer bei Bündnis 90/Die Grünen und danach Fraktionsgeschäftsführer bis August 1998. Am 1. September 1998 wurde er Beigeordneter der Stadt Homburg und wechselte 1999 zur SPD. 2006 wurde er mit großer Mehrheit für eine zweite Amtszeit zum hauptamtlichen Beigeordneten der Stadt Homburg gewählt.
Bei der Wahl zum Homburger Oberbürgermeister am 25. Mai 2014 kam er auf 42,6 Prozent der Stimmen und konnte sich damit nicht gegen seine drei Gegenkandidaten Peter Fuchs (CDU, 31,8 %), Marc Piazolo (parteilose „Allianz der Vernunft“, unterstützt von den Grünen, 17,8 %) und Barbara Spaniol (Linke, 7,8 %) mit der erforderlichen absoluten Mehrheit im ersten Wahlgang durchsetzen. In der damit notwendig gewordenen Stichwahl am 8. Juni 2014 ging Schneidewind mit 55,6 Prozent (7721 Stimmen) gegen Peter Fuchs (6165 Stimmen) als Sieger hervor. Am 1. Oktober 2014 trat Schneidewind die Nachfolge von Karlheinz Schöner als Oberbürgermeister von Homburg an.
Im März 2022 ist Schneidewind aus der SPD ausgetreten.

## Kontroverse und Suspendierung
Im Mai 2016 erlangte Schneidewind überregional Bekanntheit, als öffentlich wurde, dass er mehrere Mitarbeiter des Baubetriebshofs der Stadt Homburg wegen des Verdachts auf arbeits- und strafrechtliche Vergehen durch eine Detektei überwachen ließ. Die Stadt Homburg, welche dringende Sparmaßnahmen durchführen muss, musste für diese Überwachung über 328.000 Euro bezahlen, was für teils heftige Kritik an Schneidewind sorgte.
Die zuständige Kommunalaufsicht kam zu dem Ergebnis, dass Schneidewind gegen das Kommunalrecht verstoßen habe und wird deshalb im Anschluss an den noch laufenden Strafprozess ein Disziplinarverfahren gegen ihn eröffnen. Die Staatsanwaltschaft Saarbrücken erhob im Februar 2018 Anklage gegen den Oberbürgermeister wegen des Tatverdachts der Untreue, da ein großer Teil der Überwachung für die Stadt wirtschaftlich wertlos war und somit ein strafrechtlich relevanter Schaden auf Seiten der Stadt entstand.
Im Zuge dieser Anklage wurde er am 21. Februar 2019 zu 15 Monate auf Bewährung und zehntausend Euro Geldbuße verurteilt. Das bedeutet, dass er im Falle der Rechtskraft des Urteils aus dem Amt ausscheiden muss. Sein Verteidiger hat aber Revision gegen dieses Urteil eingelegt. Am 27. März 2019 wurde er vom zuständigen Landesverwaltungsamt bis zum Ende seines Revisionsverfahrens offiziell suspendiert. Seither führte Bürgermeister Michael Forster (CDU) als Stellvertreter auch die Amtsgeschäfte des Oberbürgermeisters der Stadt Homburg.
Nachdem zum 29. Januar 2020 das Urteil gegen Schneidewind durch den BGH (Bundesgerichtshof) zum Teil aufgehoben wurde, wurde Schneidewind im nachfolgenden zweiten Verfahren vor dem LG Saarbrücken am 27. Januar 2021 zu einer Geldstrafe von 120 Tagessätzen zu je 90 € verurteilt. Sowohl Schneidewind als auch die Staatsanwaltschaft haben gegen dieses Urteil erneut Revision eingelegt.
Im März 2022 wurde vom Bundesgerichtshof die Revision verworfen. Das Urteil des LG Saarbrücken ist somit rechtskräftig.
Im März 2021 beantragte die CDU-Fraktion im Homburger Stadtrat die Einleitung eines Abwahlverfahrens gegen Rüdiger Schneidewind. Beim Beschluss zu einem Stimmungsbild sprachen sich 34 Räte für die Einleitung eines solchen Verfahrens aus, was der im zweiten Schritt notwendigen Zweidrittelmehrheit entspricht.
Nachdem die SPD-Fraktion im Stadtrat, auf Schneidewinds Wunsch, ihren Widerstand gegen die Einleitung des Abwahlverfahrens aufgab, beschloss der Homburger Rat am 9. September 2021 offiziell das Abwahlverfahren, welches am 28. November desselben Jahres stattgefunden hat. Das Abwahlverfahren scheiterte unecht am Quorum, da nur 29 Prozent statt der geforderten 30 Prozent der Wahlberechtigten ihre Stimme abgaben.
Zur regulären Neuwahl am 9. Juni 2024 trat Schneidewind als Einzelbewerber an. Er begründete dies damit, dass er ansonsten Versorgungsansprüche verlieren würde. Schneidewind erhielt im ersten Wahlgang 6,5 Prozent der Stimmen. Seine Amtszeit endete daher offiziell zum 1. Oktober 2024. Als sein Nachfolger wurde der bisherige kommissarische Oberbürgermeister Michael Forster von der CDU gewählt.
Trotz der rechtskräftigen Verurteilung stellte das Landesverwaltungsamt das Disziplinarverfahren im November 2024 ein.

## Persönliches
Neben seiner Tätigkeit in der Politik ist Rüdiger Schneidewind erster Zunftmeister der Homburger Narrenzunft. Er ist verheiratet, hat eine Tochter und lebt getrennt von seiner Frau.